# جسیکا فالک
جسیکا فالک (به سوئدی، Jessica Falk) زاده ۲۳ تیر ۱۳۵۲ خورشیدی (۱۴ ژوئیه ۱۹۷۳ میلادی) در شهر سوندزوال از ترانه‌سرایان و آهنگسازان سوئدی میباشد. وی آموزش موسیقی را از ۷ سالگی آغاز نمود. آلبوم موسیقی وی با نام “همنشینی‌های نشویل” (به انگلیسی، The Nashville Sessions) در سپتامبر ۲۰۱۱ عرضه شد. این آلبوم با همکاری نوازندگانی نظیر چارلی مک‌کوی (به انگلیسی، Charlie McCoy)، چیپ یانگ (به انگلیسی، Chip Young)، باب متر (به انگلیسی، Bob Mater) و ویپ ویپرمان (به انگلیسی، Vip Vipperman) ساخته شده است. نماهنگ “رنگین‌کمان” وی در رده هشتم سایت ناور (یکی از بزرگترین سایتهای موسیقی دیجیتالی در کره) می‌باشد.
در سال 2002 ، دختر جسیکا متولد شد. در طول مرخصی والدینش ، او تصمیم گرفت که به طور کامل روی موسیقی سرمایه گذاری کند. جسیکا این افتخار را دارد که در طول سالها از صبحانه های شامپاین ، جشنواره ها و جشن ها گرفته تا مراسم افتتاحیه و شام های لذیذ پذیرایی کند. وظایف به عنوان سرگرم کننده پیانو بین سالهای 2002 تا 2002 در سراسر سوئد گسترش یافت. بسیاری از سبک های موسیقی با رپرتوار حدود 600 ترانه و همراهی هنرمندان مختلف ، باعث شد جسیکا به طور مداوم به عنوان یک موسیقی دان زنده و به عنوان یک خواننده پیشرفت کند.در سال 2004 ، مادر جسیکا سیو در سونامی در اقیانوس هند درگذشت و جریان انرژی موسیقی متوقف شد. برای اولین بار در زندگی خود ، مدت زیادی نمی توانست پیانو بنوازد. جسیکا مدتها به این فکر کرد که چگونه می تواند در میان همه غم و اندوه بار دیگر شادی را در میله های پیانو پخش کند؟ در اولین بازی پس از صدور حکم اعدام ، وی با پیگ ورکلین آشنا شد که دو فرزند و همسرش را در فاجعه رودخانه از دست داد. جسیکا و پیگ درباره آنچه اتفاق افتاده شروع به صحبت کردند. آنها یکدیگر را در آغوش گرفتند و پیگ گفت: "- تو جسیکا قوی هستی. انسان قویتر از آن چیزی است که می توانی تصور کنی. من واقعاً چنین تجربه ای دارم. حالا برو و آهن بده!" این کلمات آغاز جدید بود و جسیکا شروع به نوشتن موسیقی مانند او قبلاً این کار را نکرده است. این همچنین شروع فرآیندی بود که جسیکا را به جایی که امروز است می رساند. جسیکا از سال 2011 سخنرانی / کنسرت زندگی ترکیبی خود را "Just Do It" را در اطراف سوئد اجرا کرده است. این در مورد تجارب زندگی او و چگونگی غلبه بر بسیاری از موانع با کمک موسیقی و مثبت اندیشی است. جسیکا با شعر و موسیقی خود که طی سالها مبارزه با مرگ و بیماری جدی پدید آمده است ، می خواهد مردم را تقویت کند تا در آنچه به آن اعتقاد دارند سرمایه گذاری کنند و از زندگی در حال حاضر بهره ببرند. جسیکا می گوید: "اگر من بتوانم هر روز به شخصی کمک کنم تا بتواند کمی بیشتر ادامه دهد ، به من کمک خواهد کرد." جسیکا تمایلی به قرار دادن خود در یک محفظه موسیقی ندارد ، زیرا تأثیر بسیاری از سبک های مختلف موسیقی در آهنگ های او وجود دارد. می توانید ترکیبی از پاپ ، راک و کانتری را بشنوید. این ترانه ها از طریق تجربیات زندگی خودشان یا از طریق برخوردها با مردم به وجود آمده اند. مهمترین چیز برای جسیکا همیشه انتقال موسیقی به شکلی است که شنونده را لمس کند و وقتی موسیقی ساکت است احساس باقی بماند. در فوریه 2015 ، جسیکا به عنوان سفیر انجمن آسیب های مغزی Hjärnkraft منصوب شد. جسیکا همچنین درباره زندگی پس از حادثه سقوط دخترش در سال 2012 سخنرانی می کند. جسیکا از اکتبر 2015 یک مربی مجاز و معتبر زندگی است که در آکادمی زندگی مربیان اهدا می شود. "من بسیار سپاسگزار و خوشحالم که فرصتی برای این کار پیدا کردم چیزی که من واقعاً دوستش دارم موسیقی زندگی من است.
آخرین آلبوم جسیکا "Just Do It!" در استودیوهای خصوصی گروه سفر Journey ، استودیوهای اعتیاد در بری هیل ، نشویل TN ضبط شده است. تهیه کننده آلبوم اسکات باگت است. این آلبوم به مدت 2 سال وجود داشته است و آهنگ ها به همراه هیتمکرها برای هنرمندانی چون سلین دیون ، کنی راجرز ، بت میدلر ، دیپ بنفش و دیگران نوشته شده اند. دلیل اینکه جسیکا به ناشویل رفت این است که در سال 2010 از طرف تالار مشاهیر موسیقی کشور از چارلی مک کوی ، موسیقیدان منتخب دعوت شد تا برای ضبط برخی از آهنگ های تازه تأسیس آمده باشد. چارلی مک کوی در بیش از 13000 آلبوم ضبط شده با هنرمندان جهان مانند الویس پریسلی ، باب دیلن ، دالی پرتون ، جانی کش ، روی اوربیسون و بسیاری دیگر حضور داشته است. چارلی مک کوی در تابستان 2010 دو آهنگ نوشته شده توسط جسیکا را در صندوق پستی خود دریافت کرد و سپس او را به نشویل دعوت کرد تا با بزرگترین افسانه های تاریخ موسیقی ضبط کند. وی با چهار ترانه در جیب پشت خود ، بدون برچسب ضبط و مدیریت ، پس از ایستادن در چهارراهی پس از وقایع ناگوار به نشویل رفت و تصمیم گرفت زندگی و ساخت موسیقی را به طور کامل انجام دهد. نوازندگان و جسیکا یکدیگر را پیدا کردند و پس از ضبط آلبوم در سال 2011 ، چندین نوازنده و ترانه سرا می خواستند که با او شروع به نوشتن موسیقی کنند. از سال 2011 ، او توسط چندین ترانه سرای مانند بابی وود ، دیو رابینز ، چارلی استفل ، اسکات بگت ، تونی کلتون و بسیاری دیگر برای نوشتن موسیقی در نشویل دعوت شده است. او دختری با ملودی در نشویل نامیده می شود و در طول سال ها به عنوان مهمان با بسیاری از نوازندگان و هنرمندان در مکان های مختلف شهر موسیقی بازی کرده است. همچنین جسیکا در سال 2014 هنگام ضبط آلبوم آینده خود به استودیوی گارت بروکس در Music Row دعوت شد. از سال 2010 تاکنون حدود ده سفر برای جسیکا انجام شده است و سفر موسیقی فقط ادامه دارد. جسیکا در Sundsvall متولد شد. حتی در سنین پایین ، والدین جسیکا فهمیدند که او علاقه شدیدی به موسیقی داشت و درست قبل از تولد 7 سالگی او برای او پیانو خریدند. از آن روز ، کلیدها در خانه خانواده داغ شدند. جسیکا در سن 9 سالگی احساس قاطع و شدیدی داشت که موسیقی به نوعی امرار معاش او می شود. این عمدتا معلم موسیقی جسیکا بود که پس از لذت از بازی به او الهام بخشید. این او بود که باعث شد جسیکا تصمیم بگیرد روی موسیقی سرمایه گذاری کند. شرکت در گروه کر کودکان و دروس سازها در هر دو گروه ویولن سل ، گیتار و پیانو در مدرسه موسیقی هنگام بزرگ شدن به یک لذت بزرگ تبدیل شد. دبیرستان موسیقی در Härnösand سالهایی بود که جسیکا علاقه خود را به موسیقی کلاسیک پیدا کرد و بسیاری از کنسرتهای خود را برگزار کرد و سازندگان را همراهی کرد. در سالهای بعد از دبیرستان ، جسیکا به عنوان یک معلم موسیقی آموزش دید. در همان زمان ، او به عنوان یک موسیقی درمانی با توان بخشی از درد و بیماران تازه آسیب دیده کار کرد. چند سال جسیکا به عنوان معلم موسیقی در یک مدرسه راهنمایی کار کرد. او هر ساله یک موزیکال جدید می نوشت که همه 100 دانشجو به نوعی در آن شرکت می کردند.
- Let´em Know (این دختر اینجا است برای بازی)
- فرشته دوست داشتنی من
- آیا می توانی یکی باشی
- غریبه
- به من یک علامت بده
- 1000 مایل
- شما فقط یک شانس می گیرید
- رنگین کمان
- به اندازه کافی داشته ام
- تسلیم نشو!
- فقط آن را انجام دهید!
- کاملا باز
- نشسته در بالای جهان
- تو همه چیز من هستی
- برای همیشه و یک روز
- رویا
- شروع جدید من
- درب زدن شما
- تو و من
- خوشحال